# Wereldkampioenschappen badminton junioren 1994
De 2e editie van de Wereldkampioenschappen badminton junioren werden in 1994 georganiseerd door de Maleisische stad Kuala Lumpur.

## Finale uitslagen
| Onderdeel      | Winnaar                 | Verliezer          | Uitslag                 |
| -------------- | ----------------------- | ------------------ | ----------------------- |
| Jongens enkel  | Chen Gang               | Zheng Qiang        | 15 - 9, 15 - 3          |
| Meisjes enkel  | Wang Chen               | Zeng Yaqiong       | 3 - 11, 11 - 5, 11 - 4  |
| Jongens dubbel | Peter Gade Peder Nissen | Eng Hian Andreas   | 15 - 10, 15 - 11        |
| Meisjes dubbel | Yao Jie Liu Lu          | Wang Li Qiang Hong | 17 - 16, 7 - 15, 15 - 7 |
| Gemengd dubbel | Zhang Wei Qiang Hong    | Yang Bing Yao Jie  | 15 - 8, 15 - 6          |